# Yamaha XV 1900 Midnight Star
Yamaha XV 1900 Midnight Star – motocykl typu cruiser produkowany przez firmę Yamaha od 2006 roku.

## Dane techniczne/Osiągi
Silnik: V2
Pojemność silnika: 1854 cm³
Moc maksymalna: 90–100 KM/4750 obr./min
Maksymalny moment obrotowy: 155–167 Nm/2500 obr./min
Prędkość maksymalna: 218 km/h
Przyspieszenie 0–100 km/h: 4,5 s